# Janakpur (zona)
Janakpur (em nepali: जनकपुर अञ्चल; transl. Janakpur Añcal) é uma zona do Nepal. Está inserida na região do Centro. Tem uma população de 2 557 004 habitantes e uma área de 9 669 km². Sua capital é a cidade de Janakpur.

## Distritos
A zona de Janakpur está dividida em seis distritos:
- Dhanusa
- Dolkha
- Mahottari
- Ramechhap
- Sarlahi
- Sindhuli